# Tenemos 18 años
Pour plus de détails, voir Fiche technique et Distribution.
Tenemos 18 años est un film du réalisateur espagnol Jesús Franco sorti en 1959.

## Synopsis
À Madrid, en janvier. Pour tromper la monotonie d'une vie de braves petites bourgeoises de dix-huit ans en première année d’université, María José et sa cousine Pili, une orpheline, s'enferment chaque soir dans leur chambre pour imaginer et écrire des histoires fantastiques.
Ce sont elles, bien entendu, qui sont les héroïnes de ces aventures, tandis que les protagonistes masculins ont les visages de ceux qu’elles aiment et de Mariano, un drôle de cousin.
Les deux filles s'imaginent partir en vacances en Andalousie sur une guimbarde du début du siècle que leur cousin Mariano a réussi à leur vendre.
Au cours du voyage, elles tombent sur un criminel qui, en les menaçant d’un pistolet, les force à l'aider à passer la frontière. María José s’empare de la mallette contenant l'argent et tente de s'échapper le long de la plage, poursuivie par le truand mais, providentiellement, celui-ci est lui-même abattu par un douanier au moment où il était sur le point de tirer à coup sûr.
Dans la deuxième aventure, imaginée après qu’elles se sont soûlées lors d'une fête chez María José, les deux cousines sont invitées à passer la nuit dans le château sinistre de Lord Marian, dont le visage est recouvert d'un masque blanc. Lord Marian divertit les filles en leur racontant une histoire atroce, celle d'un jeune aristocrate, sadique et romantique, qui est tombé amoureux d'une danseuse et qui, comme elle l'a repoussé, la tue de façon horrible avant de disparaitre dans les airs. Plusieurs décennies plus tard, le mystérieux meurtrier reparaît dans les endroits de la terre les plus divers (à Tripoli, chez les Indiens d’Amérique, en Afrique noire) pour répéter, toujours pendant les nuits de pleine lune, le rituel macabre de ce meurtre. Jusqu'au moment où il rencontre à New York une danseuse qui pour se défendre lui jette du vitriol sur le visage.
C'est seulement à ce moment de l'histoire que Lord Marian enlève son masque montrant aux filles son visage défiguré, se révélant ainsi être l'uxoricide, puis il tue María José, mais est défiguré à nouveau par Pili.
Dans le dernier épisode, les deux jeunes filles trouvent un corps inconscient à l'extérieur de la tente dans laquelle une énième panne de la voiture les a obligées à dormir. C'est un homme traqué, dont la triste histoire de guerre et de déchéance sociale émeut María José, qui tente de l'aider à s'échapper par un champ de blé. Mais, alors que l'homme est loin, les voix des policiers et un coup de feu concluent tragiquement cette dernière aventure.
Après avoir fait lire cette dernière histoire à son fiancé, María José est heureuse de jeter les feuilles de son œuvre littéraire écrite à dix-huit ans pour commencer à vivre vraiment.

## Production
Le film a été produit par le réalisateur espagnol Luis García Berlanga. Dans la distribution on remarque la présence d’Antonio Ozores, un acteur espagnol populaire de la comédie surréaliste, toujours liée aux films muets, c’est lui qui donne vie soit aux macchiette du cousin Mariano soit à celles de deux autres personnages bizarres que les jeunes filles rencontrent au début de leur aventure, c’est-à-dire le personnage de Lord Marian, le protagoniste de l'épisode d'horreur.
La bande sonore, composée par Franco lui-même, comprend des thèmes de jazz destinés à être réutilisés dans d'autres films (L'Horrible Docteur Orlof et Le Sadique Baron Von Klaus) et des passages pour piano à percussion interprétés par le réalisateur et dont la modernité se remarque si l'on considère l’époque du film.

## Diffusion
Le film n'a été diffusé qu'en Espagne, où seul un petit nombre de spectateurs l’ont vu (seulement 238, selon certaines sources officielles), du moins jusqu'à ce qu'il passât à la télévision espagnole et fût distribué sur bande vidéo. Les vicissitudes de la distribution dépendaient en fait de la censure du cinéma espagnol, et elle trouvait immorale l'inclusion d'un épisode d'horreur dans une comédie destinée aux jeunes.

## Distribution
- Isana Medel : María José
- Terele Pávez : Pili
- Luis Peña : Luis Fernández
- Carmen Lozano : Polly Paterson / Lirio Blanco
- Licia Calderón : Piluca
- Javier García : Beltrán
- María Luisa Ponte : mère de María José